# Fjäder (teknik)

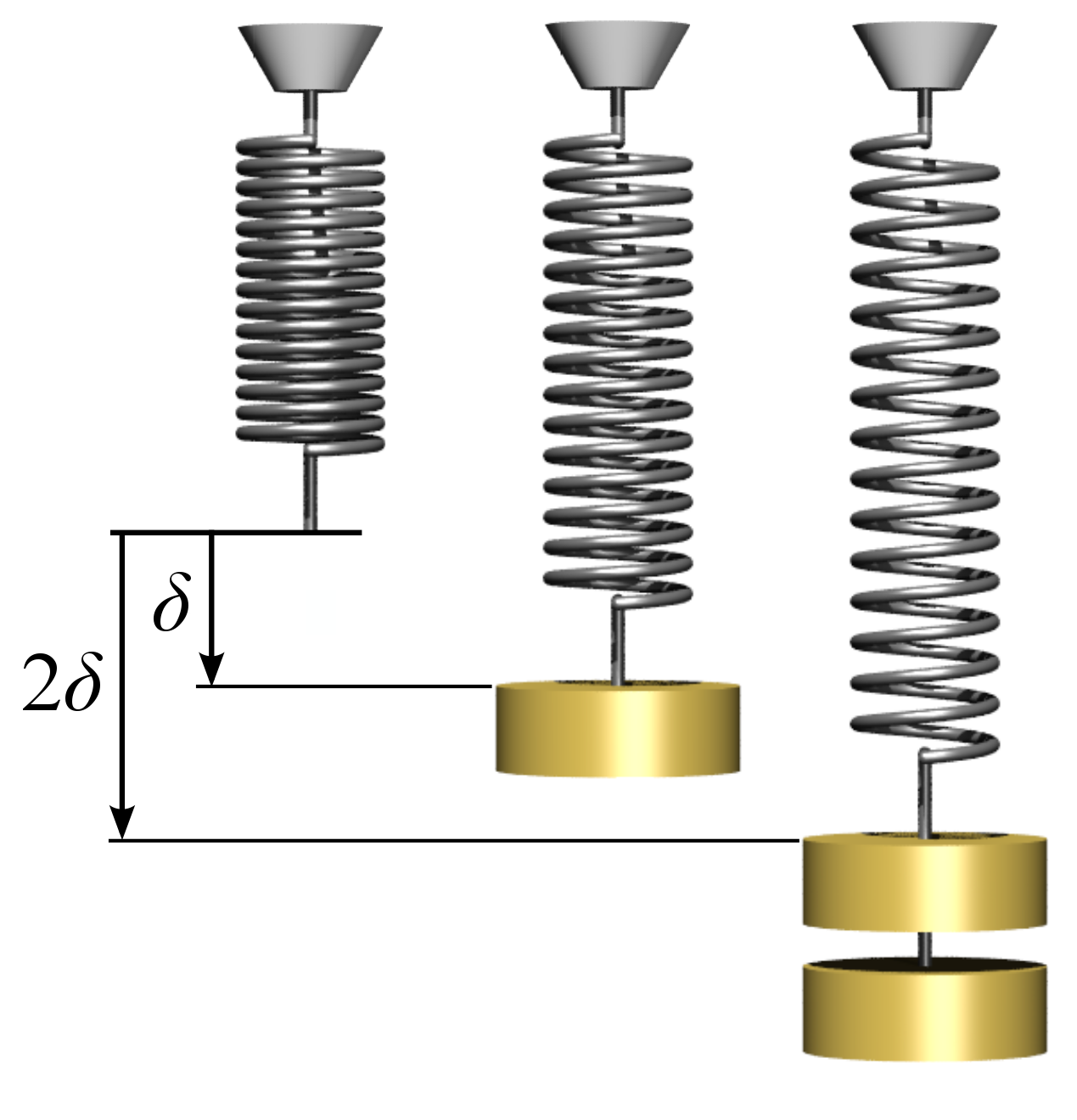
Här kan man se att fjäderns deformation är proportionell mot belastningen.

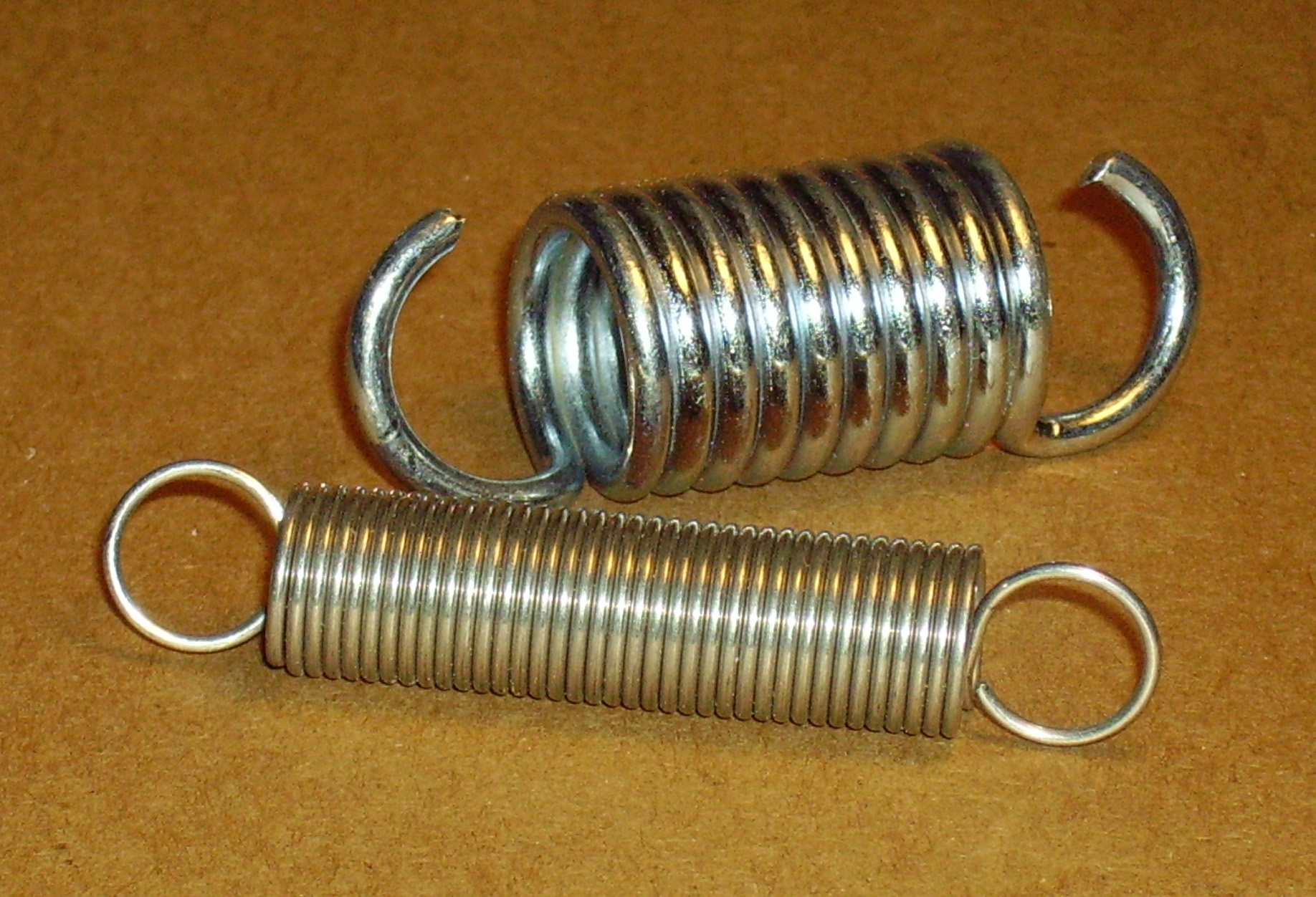
Cylindriska skruvfjädrar av dragtyp

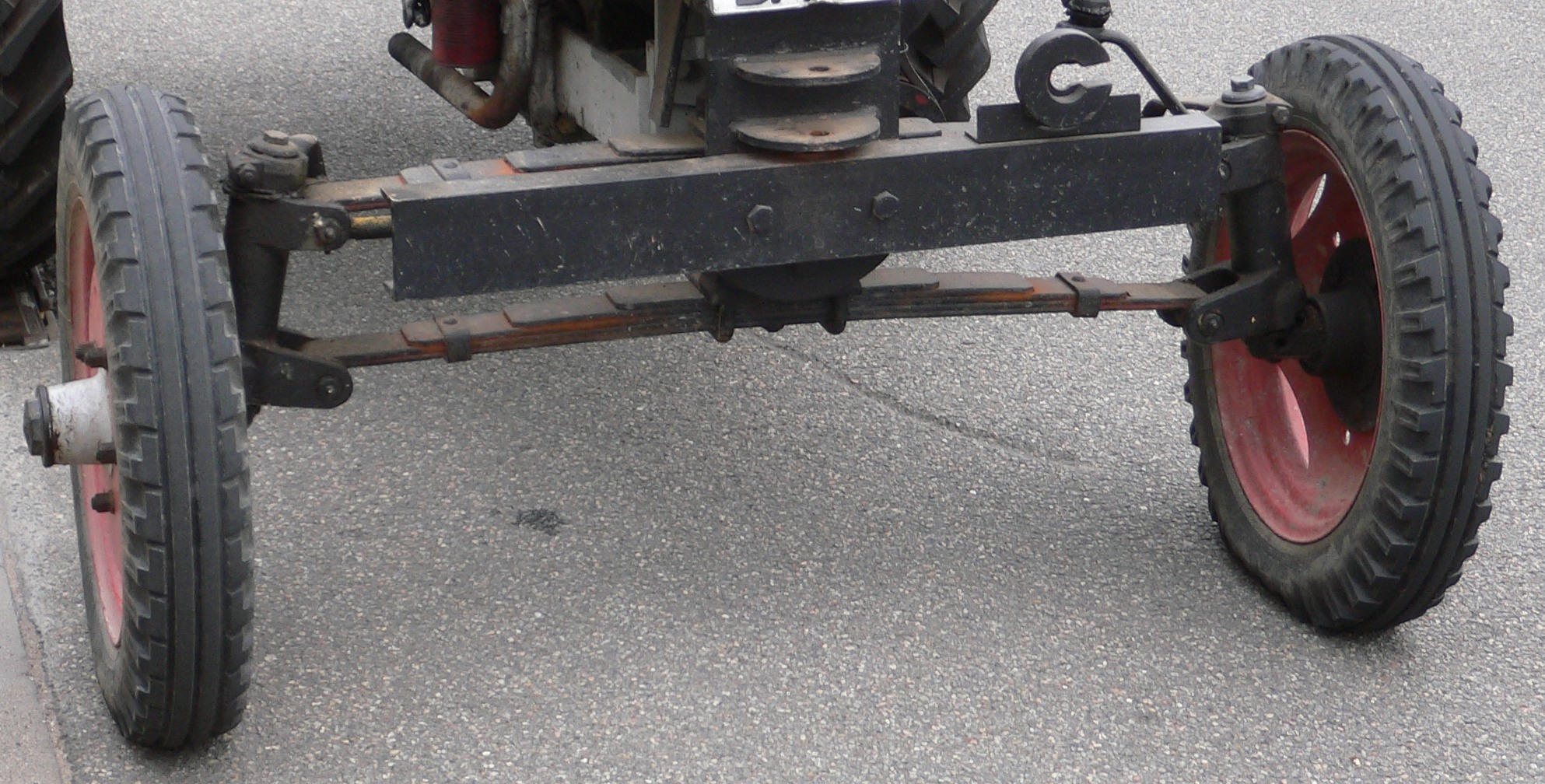
Bladfjäder på en traktor.

En fjäder är en anordning som är avsedd att deformeras elastiskt. Fjädrar används främst till att anbringa kraft, uppta stötar eller lagra energi.

## Mekaniska fjädrar
I första approximation kan en fjäder mekaniskt beskrivas med Hookes lag, att kraften är proportionell mot förändringen enligt en fjäderkonstant.

### Progressiva fjädrar
- Progressiv fjädrar inom maskinteknik är en fjäder som efterhand ökar motståndet och blir svårare att trycka ihop. Exempel på detta är en konisk skruvfjäder med samma stigning, material och trådarea över hela fjädern, men med successivt varierande diameter.
- En dubbelkonisk fjäder (konernas toppar mot varandra) kallas resårfjäder. En sammanbyggd grupp av många sådana fjädrar kan bilda en resårmadrass. I  en säng med sådan madrass formar sig madrassen mjukt efter kroppen på en liggande person, som sedan "landar mjukt" på sängbottnen.

### Fjädrar av metall

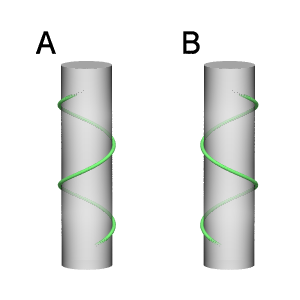
Helix
A = högergängad
B = vänstergängad

- Bladfjäder. Består oftast av ett antal fjäderblad som buntats ihop till ett fjäderpaket. Används främst till hjulupphängning på tunga fordon.

- Cylindrisk skruvfjäder. Den vanligaste typen av skruvfjäder består av en tråd som lindas runt en cylinder. Man skiljer mellan tryckfjädrar och dragfjädrar. I en dragfjäder ligger alla trådvarv tätt intill varandra. I en tryckfjäder ligger trådvarven glest. En vanligt förekommande skruvfjäder har den geometriska figuren helix.

En ibland oönskad biverkan är att ändarna vid användning vrider sig något i förhållande till varandra. Detta kan kompenseras genom att två lika stora skruvfjädrar kopplas ihop efter varandra, och där den ena fjädern är lindad i högervarv, och den andra i vänstervav. Skruvfjädrar är mycket vanliga, och sitter i allt från kulspetspennor till bilars hjulupphängning/fjädringssystem.
Slinky är en tunn skruvfjäder med många varv, vilken används som leksak. Skruvfjädrar kallas av många felaktigt spiralfjädrar. Spiralfjädern beskrivs längre ned. 
- Konisk skruvfjäder. Erhålls genom att en tråd lindas runt en konisk kärna. Tråden kan ersättas av ett band med ett rektangulärt tvärsnitt. En konisk skruvfjäder är progressiv, och förekommer i bland annat sekatörer och buffertar på järnvägsvagnar. Helt ihoppressade tar de endast så mycket utrymme som bandets bredd.

- Ringfjäder. Är uppbyggd av ett antal ringar med olika diameter som via koniska kontaktytor verkar på varandra. Fjädern har stora friktionsförluster och används främst för buffertar av olika slag.

- Spiralfjäder (klockfjäder). Vanligt förekommande i mekaniska urverk.

- Tallriksfjäder består av en konisk rondell med ett hål i mitten. Tallriksfjädrar används där man behöver stor fjäderkraft och kort slaglängd. De staplas ofta i paket.

- Torsionsfjäder utgörs av en metallstav som vrids runt sin egen längdaxel. Även en fjäder som sitter i en klädnypa kallas torsionsfjäder även om den är utformad som en tätlindad skruvfjäder.

- Trådfjäder är en kort tråd av härdat stål, fast inspänd i ena änden. Denna typ används exempelvis för att hålla knapparna i träblåsinstrument i viloläge.

- Vågfjäder består av vågformade ringar som staplats på varandra med "vågorna" i motfas. Ringarna är sammanfogade där ringarnas vågtoppar och vågdalar vilar på varandra. Jämfört med en vanlig skruvfjäder kan vågfjädern överföra samma kraft och yttre rörelse, medan fjäderns arbetshöjd halveras. Vågfjädrar passar bra i trånga radiala och axiala utrymmen.

### Fjädrar av gummi
Gummifjädrar har stor hysteres och används därför oftast till dämpande element.
Flera parallella gummitrådar invävda i en elastisk väv kallas resårband. Saluförs i många olika bredder. Väven är oftast vit.
Strumpor har ofta ett antal parallella gummitrådar invävda högst uppe i skaftet. Därmed kan strumpan hållas uppe på benet utan strumpeband.
Ett långt gummiband med rektangulärt tvärsnitt, slingat några varv till en bunt, och bunten därefter snodd i många varv kan användas som lättviktsmotor i modellflygplan.

## Pneumatiska fjädrar

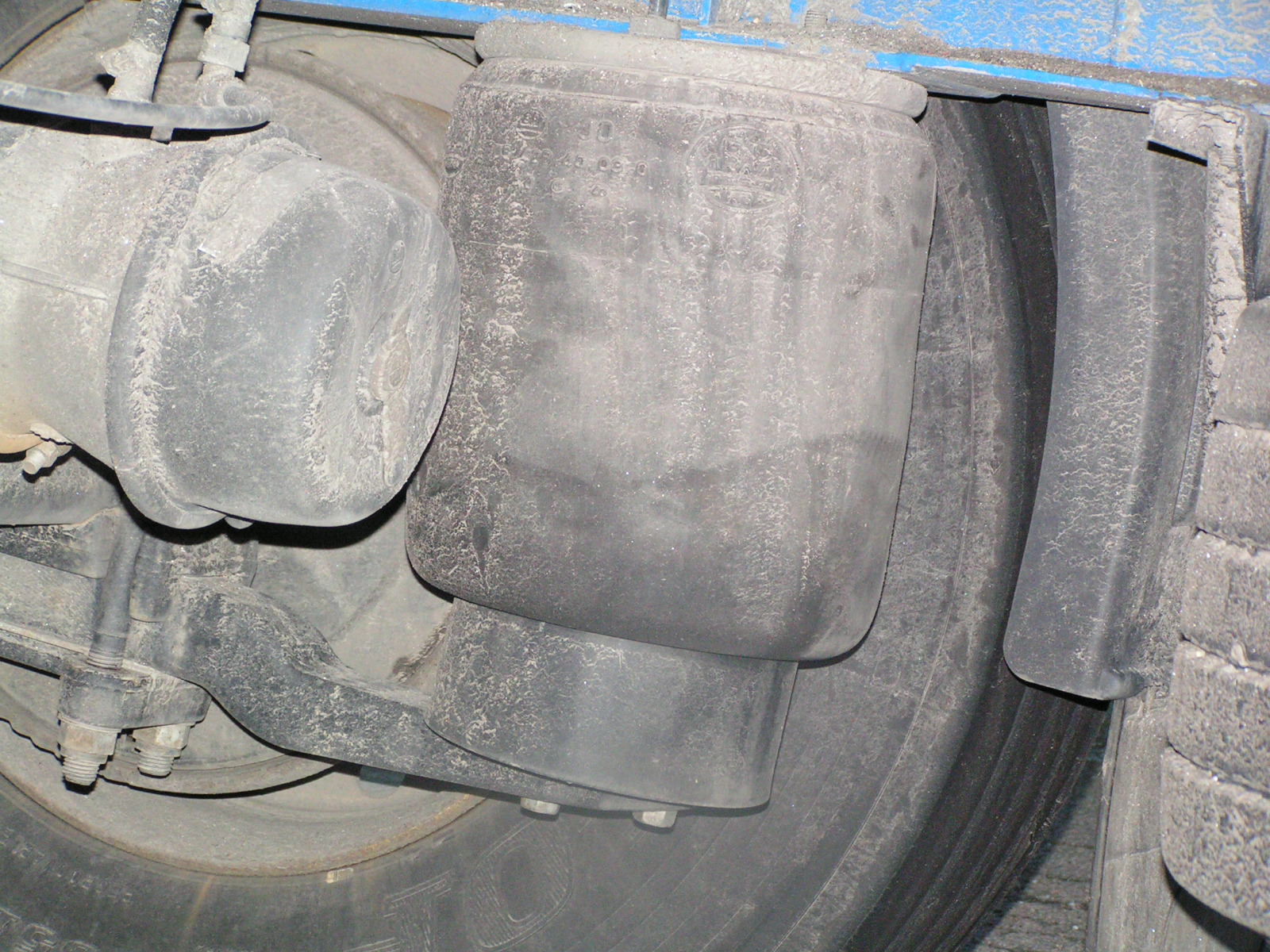
Luftfjädring på en semitrailer

En pneumatisk fjäder eller gasfjäder består i huvudsak av en behållare i vilken en gas komprimeras.
Tillämpningsexempel är vissa kontorsstolar med fjädrande sits och i stötdämpare i fordon och centrifugen i tvättmaskiner.